# Terricola felteni
Microtus (Terricola) felteni (норик Фелтена) — вид гризунів родини Хом'якові (Cricetidae).

## Поширення
Країни поширення: Албанія, Греція, Північна Македонія, Сербія. Висота проживання: 360–2050 м. Відомий насамперед з гірських лісів, хоча дуже зрідка зустрічаються й на орних угіддях на більш низьких висотах. Цей вид мало відомий, але, швидше за все, має широку терпимість до середовища проживання.

## Загрози та охорона
Серйозні загрози не відомі. Зустрічається на природоохоронних територіях.

## Ресурси Інтернету
- Mitsain, G. & Kryštufek, B. 2008. Microtus felteni [Архівовано 10 листопада 2012 у Wayback Machine.]

| Панда | Це незавершена стаття з теріології. Ви можете допомогти проєкту, виправивши або дописавши її. |